# فانوس‌ماهی نوک‌سیاه جنوبی
فانوس‌ماهی نوک‌سیاه جنوبی (نام علمی: Gymnoscopelus piabilis) نام یک گونه از تیره فانوس‌ماهی است.